# Gesetz über die Ausübung der Zahnheilkunde
Das Gesetz über die Ausübung der Zahnheilkunde (ZHG) trat am 31. März 1952 in Kraft und wurde zuletzt durch das Gesetz zur Verbesserung der Feststellung und Anerkennung im Ausland erworbener Berufsqualifikationen vom 6. Dezember 2011 geändert. Mit dem Gesetz wurde 1952 gesetzlich festgehalten, dass die Ausübung der Zahnheilkunde nur Zahnärzten vorbehalten ist und ein Hochschulstudium mit Approbation voraussetzt.

## Definition des Berufsbilds
Das Zahnheilkundegesetz definiert das Wesen des zahnärztlichen Berufes, den Begriff der Ausübung der Zahnheilkunde, die Voraussetzungen für den Beruf des Zahnarztes und die Bestimmungen über die zahnärztliche Approbation: Erteilung, Rücknahme, Widerruf, Ruhen und Verzicht. Darüber hinaus ermächtigt es die Bundesregierung, mit Zustimmung des Bundesrats eine Gebührenordnung für Zahnärzte festzulegen. Der Berufsstand der Dentisten wurde integriert, die Kurierfreiheit beseitigt. In § 1 Abs. 3 ZHG wird die Ausübung der Zahnheilkunde definiert, als die berufsmäßige, auf zahnärztlich wissenschaftliche Erkenntnisse gegründete Feststellung und Behandlung von Zahn-, Mund- und Kieferkrankheiten. Als Krankheit ist jede von der Norm abweichende Erscheinung im Bereich der Zähne, des Mundes und der Kiefer anzusehen, einschließlich der Anomalien der Zahnstellung und des Fehlens von Zähnen.

## Delegationsrahmen
In § 1 Abs. 5 ist festgelegt, welche Tätigkeiten der Zahnarzt an dafür qualifiziertes Prophylaxe-Personal mit abgeschlossener Ausbildung wie Zahnmedizinische Fachangestellte (ZMA), weitergebildete Zahnmedizinische Fachangestellte (Zahnarzthelferin), Zahnmedizinische Prophylaxeassistenten (ZMP), Zahnmedizinische Fachassistenten  (ZMF) oder Dentalhygienikerin (DH) delegieren darf: Herstellung von Röntgenaufnahmen, Entfernung von weichen und harten sowie klinisch erreichbaren subgingivalen Belägen, Füllungspolituren, Legen und Entfernen provisorischer Verschlüsse, Herstellung provisorischer Kronen und Brücken, Herstellung von Situationsabdrücken, Trockenlegen des Arbeitsfeldes relativ und absolut, Erklärung der Ursache von Karies und Parodontopathien, Hinweise zu zahngesunder Ernährung, Hinweise zu häuslichen Fluoridierungsmaßnahmen, Motivation zu zweckmäßiger Mundhygiene, Demonstration und praktische Übungen zur Mundhygiene, Remotivation, Einfärben der Zähne, Erstellen von Plaque-Indizes, Erstellung von Blutungs-Indizes, Kariesrisikobestimmung, lokale Fluoridierung z. B. mit Lack oder Gel, Versiegelung von kariesfreien Fissuren. 

## Berufserlaubnis
Nach § 13 ZHG können Personen, die keine deutsche Approbation besitzen eine vorübergehende Berufserlaubnis zur Ausübung der Zahnheilkunde in nichtleitender Stellung beantragen.